# Odete de Jesus
Odete de Jesus Prestes do Nascimento (União da Vitória, 2 de março de 1951) é uma política brasileira.
Foi deputada da Assembleia Legislativa de Santa Catarina na 14ª legislatura (1999 — 2003), na 15ª legislatura (2003 - 2007) e na 16ª legislatura (2007 — 2011).